# ضحاک بن عبدالله مشرقی
ضحاک بن عبدالله مشرقی از یاران حسین بن علی بود که در واقعه عاشورا در کربلا حضور داشت. وی با سپاه عمر بن سعد جنگید و چند نفر را کشت و در واپسین لحظات روز عاشورا بعد از نماز ظهر از نبرد گریخت. ضحاک بن عبدالله از گزارشگران واقعه کربلا و و اهل کوفه بود.

## زندگی‌نامه
ضحاک بن عبدالله از قبیله همدان بود. از زندگی او اطلاعات چندانی در دست نیست. تنها چیزی که مشخص است این است که وی علاوه بر کمک به حسین در کربلا در زمان زین العابدین زنده بود. شیخ طوسی او را از اصحاب علی بن حسین می‌داند.

## حضور در کربلا
ضحاک بن عبدالله یکی از یاران حسین است که پس از نبرد در روز عاشورا از میدان جنگ فرار کرد. به همین دلیل انتقاد را بعدها بین تحلیل‌گران و مورخین شیعی -به علت تنها گذاشتن امام خود و اهل بیتش- برانگیخته است.

### دیدار با حسین
طبری روایت کرده‌است: ضحاک به همراه مالک بن نضر ارحبی هنگام سفر حسین بن علی به کوفه با وی ملاقات کرد، او هر دو را به یاری خود دعوت کرد. وقتی دید می‌خواهند چشم بپوشند، علت را پرسید. مالک بن نضر گفت: من بدهکاری دارم و خانواده دارم. ضحاک دعوت حسین را مشروط پذیرفت و گفت: من هم بدهکار و متأهل هستم. اگر به من اجازه می‌دهی که وقتی هیچ مردی با شما نماند من شما را ترک کرده برگردم. من فقط تا زمانی که به نفع شما باشد و بتوانم از شما دفاع کنم برای شما می‌جنگم. حسین آن را پذیرفت.

### نبرد عاشورا
ضحاک با شرکت در حمله صبح عاشورا شجاعت زیادی از خود نشان داد و نماز ظهر را بامامت حسین اقامه کرد. وقتی دید که سپاه اموی، بدستور عمر بن سعد تمام یاران را خواهد کشت اسب خود را در چادر مخفی کرده و در پیاده‌نظام شرکت کرد.
ضحاک خود نقل کرده‌است که دو نفر از دشمن را که پیاده می‌جنگیدند، به قتل رسانده و دست یکی دیگر را از تنش قطع کرده که حسین هم در حق او دعا کردند و فرمودند: «سست نگردی، دستت بریده نشود. خداوند از اهل بیت رسول، بهترین پاداش‌ها را به تو ارزانی دارد.»

### فرار از جنگ
ابومخنف از عبدالله بن عاصم الفایشی از ضحاک بن عبدالله مشرقی روایت کرده‌است:
«وقتی دیدم یاران امام حسین (ع) کشته شدند و نوبت خانواده اش فرا رسید و تنها سوید بن عمرو خاتمی و بشیر بن عمرو حضرمی با آنها باقی ماند، به خدمت اباعبدالله آمدم و گفتم: یابن رسول‌الله! یادت هست چه توافقی داشتیم؟ حضرت فرمود: بله، یادم است، از تو بیعت برمی‌دارم. چگونه از دست این ارتش فرار خواهی کرد؟ ضحاک گفت: من اسب خود را در چادر پنهان کرده‌ام، به همین دلیل پیاده با آنها جنگیده‌ام.
پس ضحاک بر اسب خود سوار شد و از میدان جنگ گریخت. ۱۵ مرد عمر سعد او را تعقیب کردند تا اینکه در روستایی در نزدیکی ساحل فرات توقف کردند. در میان تعقیب کنندگان، کثیر بن عبدالله شعبی، ایوب بن مشره حیوانی و قیس بن عبدالله سعیدی او را شناختند، اما مردم بنی تمیم او را از تعقیب کنندگان رها کردند.

## راوی حوادث عاشورا
ضحاک راوی کوفه و راوی واقعه کربلا است. مورخانی مانند طبری بیعت یاران حسین را در شب عاشورا و ابراز وفاداری صحابه را بیان کرده‌اند.
شیخ مفید واقعه عاشورا را از وی نقل در ارشاد کرده‌است. بنابراین، بسیاری از روایات در کتابهای مقاتل بر اساس گزارش این راوی به چشم می‌خورد.